# Njemačka vaterpolska liga
Njemačka vaterpolska liga (njem. Deutsche Wasserball-Liga - kratica: DWL) je najviši natjecateljski razred njemačkog vaterpola.

## Vanjske poveznice
- Deutscher Schwimm-Verband
- Waterpolo-World - aktuelle Informationen zu den Deutschen Wasserballigen, auch Frauen- und Jugendwasserball
- Deutscher Schwimm-Verband ( Wasserball )  Arhivirana inačica izvorne stranice od 23. svibnja 2016. (Wayback Machine)